# Iconv
Iconv je program pro převod textu mezi různými znakovými sadami užívaný v Unix a dalších unixových operačních systémech. Nemá grafické rozhraní, je volán z příkazové řádky. Jeho parametry jsou text k převodu, kód vstupní znakové sady a kód výstupní znakové sady.
Iconv bývá dostupný v PHP, odkud je možné iconv zavolat.
Pro označení znakových sad Windows-12xx používá označení cp12xx.